# Cans (Porriño)
San Esteban de Cans (en gallego, Santo Estevo de Cans) es una parroquia que se encuentra en el municipio de Porriño. Según el padrón municipal de 2010 tenía 458 habitantes (224 mujeres y 234 hombres), distribuidos en 8 entidades de población, lo que supone una disminución de un habitante respecto al año 1999.
Geográficamente, esta parroquia está situada en la comarca de Val da Louriña. Entre los monumentos naturales y culturales más destacables está el castillo de Cans, yacimiento medieval emplazado en un otero granítico que domina todo el contorno.
La parroquia es famosa también por celebrarse en ella el Festival de Cans de cortometrajes, coincidiendo con el Festival de Cannes, en el mes de mayo.

## Galería de imágenes

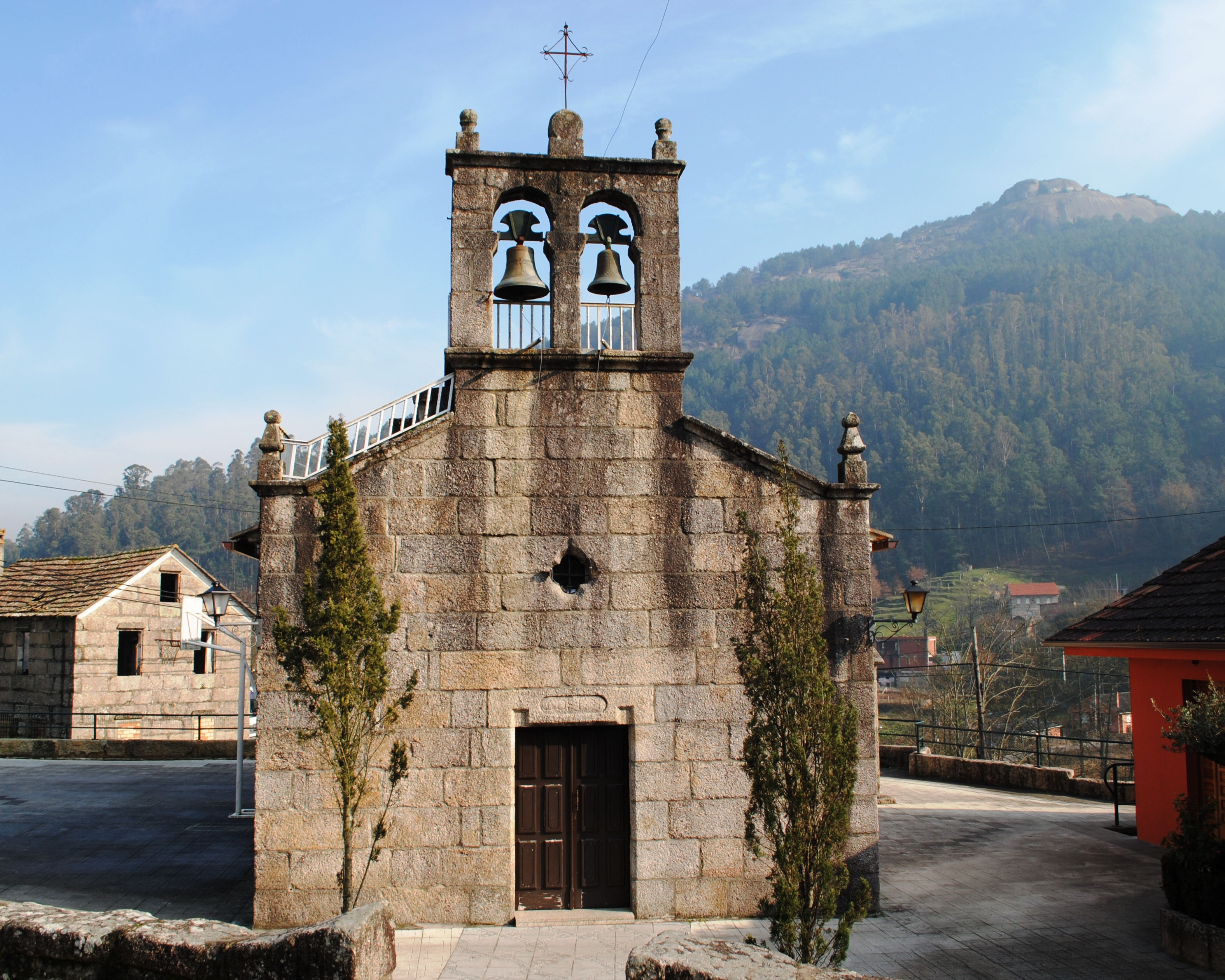
Iglesia parroquial.
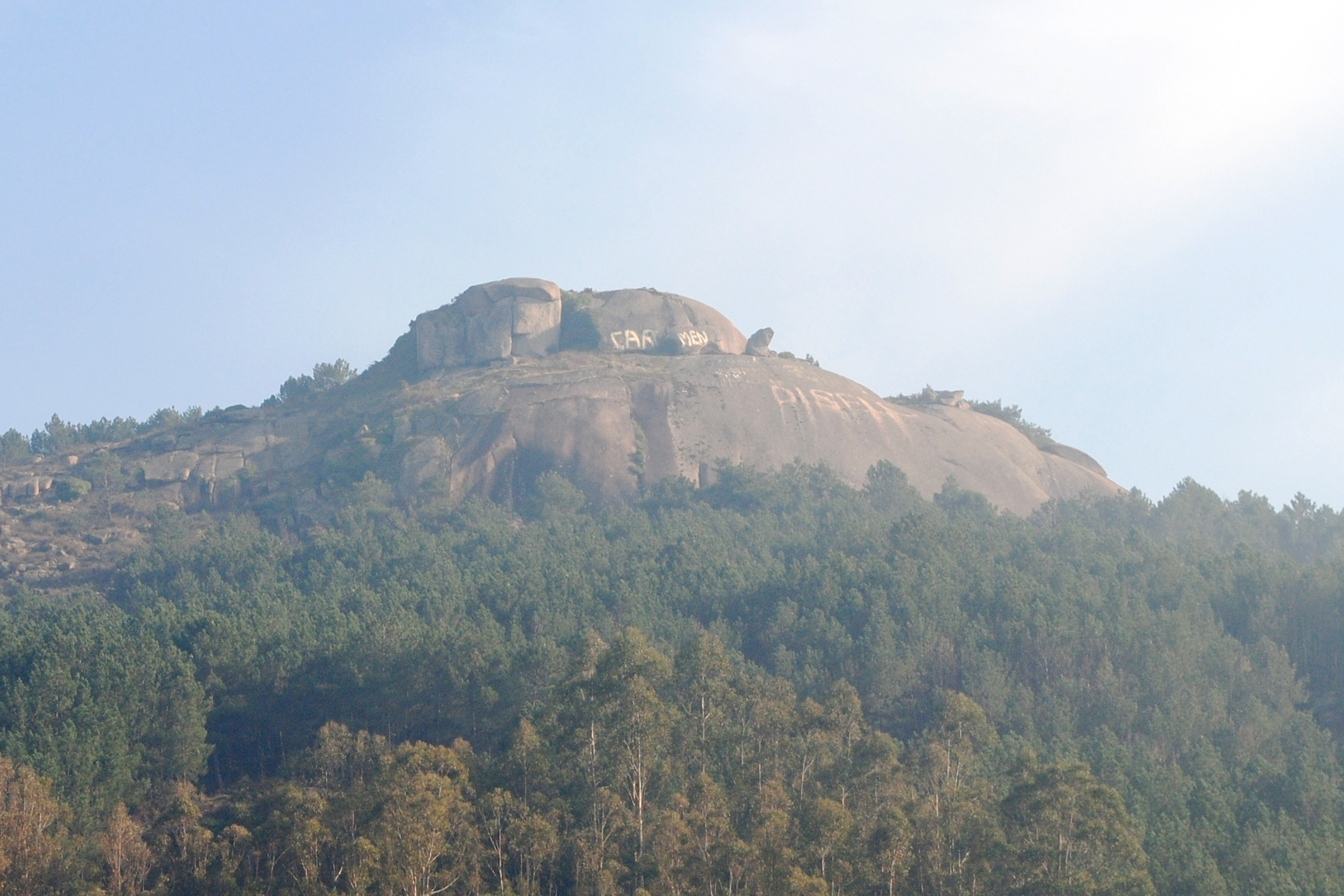
El castillo de Cans, a 358 m de altitud.